# Inter (empresa)
Inter (anteriormente denominado Banco Inter e Banco Intermedium) é uma instituição financeira brasileira, fundada em 1994, e com sede em Belo Horizonte, Minas Gerais. Destaca-se por ter sido uma das primeiras fintechs (bancos digitais) do Brasil, além de ser reconhecida pela ausência de taxas sobre serviços básicos e corretagem. Atualmente, além de oferecer serviços financeiros, disponibiliza uma ampla gama de serviços não financeiros, consolidando-se, assim, como um Super App.

## História
A financeira Intermedium CFI foi fundada em 1994, na cidade de Belo Horizonte por membros da família Menin, proprietária do Grupo MRV Engenharia. O propósito inicial era fomentar operações de Crédito Imobiliário, entretanto, a empresa acabou se consolidando nos mercados de Crédito Consignado e Middle Market.
Em 2007 houve a reabertura das operações de crédito imobiliário, sendo o refinanciamento imobiliário o principal produto dessa carteira. O ano de 2008 ficou marcado pelo recebimento de carta patente do Banco Central com autorização para operar como banco múltiplo.
No final de 2014, o Inter lançou a Conta Digital, uma conta-corrente totalmente gratuita, que pode ser acessada por celulares, computadores e permite depósitos, transferências, pagamento de boletos, entre outros serviços. Atualmente, o cliente Inter PF Digital possui 4 saques gratuitos por mês nos caixas do Banco24Horas. A partir do 5º saque será cobrada uma taxa de R$5,90 por retirada. Clientes Inter PF One, Black e Win têm saques gratuitos e ilimitados.
Em abril de 2016, assim que a resolução nº 4.480 do Banco Central passou a vigorar, a abertura de novas contas digitais foi facilitada. Nesse mesmo ano, a instituição registrou lucro líquido de R$ 25,5 milhões, com expansão de 10,3% da carteira de crédito para R$ 2,3 bilhões de reais, dentre os quais 52,5% correspondiam ao crédito imobiliário. Já a captação de recursos avançou 32,5% e somou R$ 2,7 bilhões em dezembro de 2016. Também em 2016, o Inter ficou em 14º lugar do ranking GPTW (Melhores Empresas para se Trabalhar), na categoria 250 a 999 funcionários em Minas Gerais.
No primeiro semestre de 2017, agora com o nome Banco Inter, a empresa contava com 184,7 mil correntistas digitais, crescimento de 804% em relação ao 1º semestre de 2016, com o número de transações realizadas crescendo 29 vezes no mesmo período. O lucro líquido atingiu R$ 22,1 milhões no período, aumento anual de 83,6%.
No dia 30 de abril de 2018, o Inter anunciava a abertura de capital na B3, com suas ações precificadas a R$ 18,50, tendo conseguido angariar R$ 721 milhões. Nos primeiros cinco dias de seu IPO, chegou a custar R$ 21,50, porém estabilizou em R$ 18,95. O antigo banco chegou à bolsa valendo aproximadamente R$ 1,9 bilhão, chegando a R$ 8,5 bilhões em julho de 2019.
Em uma oferta secundária de ações em julho de 2019, a instituição levantou 1,3 bilhões de reais. Desses, 380 milhões de reais foram para acionistas preferenciais, e, do restante, 90% foi para o SoftBank, que passou a deter 10% do capital da empresa.
Foi também em 2019 que o Inter lançou sua plataforma de investimentos (Inter Invest) para pessoas físicas. A ferramenta conta com home broker totalmente gratuito, para que correntistas possam negociar ativos como ações, fundos imobiliários e Tesouro Direto e ter acesso a diversos fundos de investimento.
Ainda em 2019, o Inter atualizou seu aplicativo para smartphones com uma nova ferramenta que permite que clientes possam ter cashback fazendo compras em diversas lojas. A instituição também ampliou sua oferta de seguros com contratação digital firmando parceria com a provedora de seguros MetLife, que passou a oferecer planos odontológicos em seu aplicativo para Android e iOS. Uma solução 100% digital.
Em 2020, a plataforma reposicionou sua marca, abandonado a nomenclatura Banco e passando a se chamar somente Inter, um Super App que reúne diversos serviços financeiros e não financeiros para simplificar a vida das pessoas. No mesmo período levantou R$ 1,2 bilhões numa oferta primária que saiu acima do preço em que a empresa era negociada quando a oferta foi anunciada e chegou à marca de 8 milhões de clientes.
Em junho de 2021, a instituição listada na bolsa de valores brasileira com os papéis BIDI3, BIDI4 e BIDI11, concluiu sua oferta subsequente de ações, levantando R$ 5,5 bilhões. Além do sucesso do follow on, também lançou o Inter Delivery, serviço de entrega de alimentos em parceria com a Delivery Center, a Inter Cel, sua operadora móvel virtual em parceria com a Vivo, o Inter Pass, seu programa próprio de assinatura com benefícios, e o Inter Acade, seu serviço de assinatura que oferece mais de 1.000 jogos desenvolvidos para smartphones Android.
Em 2022, o Inter anunciou a aquisição completa da Usend, fintech americana especializada em câmbio e serviços financeiros, oferecendo, dentre outras coisas, a solução digital Global Account para realização de remessas de dinheiro entre países. Ainda no primeiro semestre do ano, a instituição também lançou uma plataforma de investimentos internacionais, alcançou o marco de 20 milhões de clientes e realizou sua reorganização societária, migrando suas ações para a bolsa de valores americana NASDAQ sob o ticker INTR.

### Vazamento de dados e falhas de segurança

#### 2018
Em maio de 2018, o Banco Inter sofreu uma invasão, que resultou no vazamento de dados dos correntistas. Houve também vazamento e posterior revogação da chave de criptografia usada pelo banco para proteger a comunicação entre o banco e os correntistas. Em 31 de Julho de 2018, a Comissão de Proteção dos Dados Pessoais do Ministério Público do DF e Territórios iniciou um processo judicial contra o Banco Inter por danos morais coletivos. De acordo com o Ministério, as investigações constataram que o vazamento de dados afetou 19.961 correntistas do banco. Em dezembro, o Banco Inter fez um acordo com o Ministério Público, pagando 1,5 milhão de reais.

#### 2019
Em 2019, o portal Tecnoblog descobriu uma nova falha de segurança no site do banco. Com a falha era possível descobrir o CPF, nome completo e e-mail de quase 1,5 milhão de correntistas do banco. A falha de segurança começou, segundo a reportagem, em setembro de 2017, quando foi implementado pelo banco o Internet Banking para pessoa jurídica, e perdurou até fevereiro de 2019, época da reportagem.

## Prêmios

### Prêmio iBest
| Ano  | Organização  | Recipiente(s) | Categoria           | Resultado |
| ---- | ------------ | ------------- | ------------------- | --------- |
| 2020 | Prêmio iBest | Banco Inter   | Bancos Digitais     | TOP3      |
| 2021 | Prêmio iBest | Banco Inter   | Corretoras Digitais | Venceu    |
| 2021 | Prêmio iBest | Banco Inter   | Superapps           | TOP3      |
| 2022 | Prêmio iBest | Banco Inter   | Corretoras Digitais | Venceu    |
| 2022 | Prêmio iBest | Banco Inter   | Superapps           | Venceu    |
| 2022 | Prêmio iBest | Banco Inter   | Bancos Digitais     | Venceu    |
| 2023 | Prêmio iBest | Inter         | Corretoras Digitais | Venceu    |
| 2023 | Prêmio iBest | Inter         | Bancos Digitais     | TOP3      |
| 2023 | Prêmio iBest | Inter         | Superapps           | TOP3      |

- 2021 Forbes – World's Best Banks Award - 2º melhor banco do Brasil.
- 2021 Bloomberg – 500 pessoas mais influentes da América Latina - Rafaela Vitória, economista-chefe e Head de Research do Inter, entrou na lista que reconhece lideranças inspiradoras e resilientes que levam com orgulho o melhor da América Latina para o mundo.[49]
- 2021 Forbes Brasil – Os melhores CEOs do Brasil - João Vitor Menin, CEO do Inter, foi eleito um dos 10 líderes que melhor mantiveram ou elevaram a relevância de suas marcas e os indicadores de seus negócios em meio ao cenário de crise e calamidade econômica.
- 2021 Prêmio Reclame Aqui - Eleito 2º melhor atendimento do Brasil pelo voto popular na categoria Bancos e Cartões Digitais.
- 2021 B3 – Índice de Carbono Eficiente - Desde maio de 2021 o Inter compõe a carteira do ICO2. O índice demonstra o comprometimento das empresas com a transparência de suas emissões e antecipa a visão de como estão se preparando para uma economia de baixo carbono.
- 2021 Selo Ouro GHG Protocol - Pela segunda vez consecutiva o Inter teve seu Inventário de emissões de gases de Efeito Estufa (GEE) reconhecido, reforçando seu compromisso com o desenvolvimento sustentável.
- 2021 Rankings Institucional Investor - Melhor CEO (João Vitor Menin), Melhor CFO (Alexandre Riccio), Melhor Programa de RI, Melhor Profissional de RI (Helena Caldeira), Melhor equipe de RI, Melhor evento para investidores e Melhor ESG.
- 2021 CFI – Melhores Soluções de Seguro do Brasil - Prêmio de “Melhores Soluções de Seguros do Brasil” concedido pela Capital Finance International, publicação inglesa de cobertura internacional sobre negócios, economia e finanças.
- 2021 Prêmio Filasa - Eleito melhor departamento jurídico do Brasil na categoria bancos e serviços financeiros.
- 2021 Ranking FutureBrand - 27º lugar no ranking de instituições mais preparadas para o futuro.[50]
- 2021 World Economic Magazine - Eleito melhor banco digital do Brasil.[51]
- 2021 Forbes – World's Best Banks Award - Eleito 2º melhor banco do Brasil pela Forbes. O ranking avalia quesitos como satisfação dos clientes, confiabilidade, digitalização, atendimento e assessoria financeira.[52]
- 2022 Equity Follow-On of the Year Latin Finance - Reconhecido pela importância da transação lançada em 2021 na B3 na qual negociou R$ 5,5 bilhões em ações.
- 2022 FGV – Melhor Plataforma para Investir - Vencedor da categoria Lealdade do Prêmio Melhor Banco e Plataforma para Investir de 2021 promovido pelo Centro de Estudos em Finanças da FGV.
- 2022 Brasil Humanizadas – Prêmio Melhores - Reconhecido pela pesquisa Humanizadas como uma organização aberta aos feedbacks, agente de transformação social e ambiental que soluciona problemas reais, gerando valor para todas as partes do negócio e para as pessoas no geral.
- 2022 Estadão – Melhor Banco de Investimentos - 1º lugar no ranking "Melhores Serviços" promovido pelo Estadão para reconhecer trabalhos consistentes de relacionamento com o público. Foram consideradas 10.832 entrevistas e 94.478 avaliações no total.
- 2022 Forbes – World's Best Banks Award - Eleito 2º melhor banco do Brasil pela Forbes. O ranking avalia quesitos como satisfação dos clientes, confiabilidade, digitalização, atendimento e assessoria financeira.
- 2022 The Global Economics Awards - Escolhido como banco mais centrado no cliente pela publicação com sede em Londres que reconhece as principais empresas do mercado global.[53]